# Stare (powiat pilski)
Stare – wieś w Polsce położona w województwie wielkopolskim, w powiecie pilskim, w gminie Wysoka. Do sołectwa Stare należy także wieś Gmurowo.
Po dawnych właścicielach majątku, niemieckiej rodzinie Orlandów, zachował się pałac i otoczony kamiennym murem cmentarz rodowy.
W latach 1975–1998 miejscowość administracyjnie należała do województwa pilskiego.
Zobacz też: Stare